# Zosterop de Mbulu
El zosterop de Mbulu (Zosterops mbuluensis) és un ocell de la família dels zosteròpids (Zosteropidae) que habita la selva pluvial del sud de Kenya i nord de Tanzània. Ha estat apartada recentment de Zosterops poliogastrus, arran els treballs de Cox et al., 2014.